# Hôtel Lang
L'hôtel Lang est un immeuble située au 4, place André-Maginot à Nancy, dans le département de Meurthe-et-Moselle et l'ancienne région Lorraine (et depuis 2016 dans la région Grand Est).

## Histoire
L'hôtel Lang est construit par l'architecte Charles-Désiré Bourgon en 1887 pour le filateur Raphaël Lang. En 1906, l'hôtel particulier a été transformé en banque par l'architecte Joseph Hornecker pour y installer les bureaux de la Société nancéienne de crédit industriel et de dépôts (SNCI) devenue Société nancéienne Varin-Bernier (SNVB) après la Première Guerre mondiale et désormais intégrée au groupe CIC.

## Protection au titre des monuments historiques
L'immeuble a été partiellement inscrit au titre des monuments historiques par un arrêté 4 mai 1994.

## Mobilier
Les salles des coffres de style Art nouveau ont fait l'objet d'un classement au titre des monuments historiques par arrêté du 4 mai 1994